# Gianluca Luisi
Pour les articles homonymes, voir Luisi.
Gianluca Luisi (né en 1970, à Pescara) est un pianiste italien connu pour ses interprétations de Jean-Sébastien Bach dont il enregistra toutes les œuvres pour clavier bien tempéré.

## Biographie
Gianluca Luisi étudia au conservatoire Rossini dans la ville de Pesaro, sous la houlette de Franco Scala puis à l'académie de piano d'Imola avec Giovanni Valentini, Boris Petrushansky et Piero Rattalino ; il enseigne maintenant à l'académie de piano de Recanati.

## Récompenses
Gianluca Luisi remporta de nombreux prix nationaux et internationaux dont entre autres : "Città dell’Aquila" et le prix Mozart en 1996, le premier prix de la compétition Genzano à Rome, le premier prix de la compétition Cesenatico, le premier prix de la compétition Jeunesse musicales (1998), le grand prix du TIM (à Rome) (1999)…
Il gagna aussi le deuxième prix de la compétition internationale Caselle à Naples et en 2001 le premier prix de la compétition internationale de piano "J.S.Bach à Sarrebruck en Allemagne réunissant 54 pianistes de 26 pays.

## Concerts
Gianluca Luisi donna beaucoup de concerts notamment au Carnegie Hall, en Italie, Allemagne, Autriche, au Luxembourg, à Malte… il est régulièrement invité à se produire en concert à Nagoya au Japon ce qui est une marque de reconnaissance, la majorité des artistes indigènes devant au contraire payer pour se produire.

## Enregistrements
Il enregistra un certain nombre de CD pour OnClassical, Naxos, Arts ou encore MDG…